# Вуглецева сталь
Вуглеце́ва сталь (англ. carbon steel) або нелего́вана сталь (англ. unalloyed steel) — сталь, що містить вуглець (до 2 %) поряд з іншими домішками. На відміну від чистих залізовуглецевих сплавів в ній, крім заліза і вуглецю, є постійні домішки (марганець, кремній, сірка, фосфор, кисень, азот, водень) і домішки випадкові (хром, мідь, нікель тощо).
Вуглецеві сталі бувають низько- (до 0,3 % С), середньо- (0,3—0,5 % С) і високовуглецеві (понад 0,5 % С); доевтектоїдні (0,02—0,8 % С) з феритоперлітною структурою, евтектоїдні (0,8 % С) з перлітною структурою і заевтектоїдні (0,8—2 % С), структура яких складається з перліту і вторинного цементиту.
Вуглецеві сталі за призначенням поділяються на: конструкційні сталі, інструментальні сталі і сталі спеціального призначення (наприклад, для виготовлення котлів, конструкцій мостів). Механічні властивості вуглецевих сталей залежать в основному від вмісту вуглецю. З підвищенням його вмісту збільшуються твердість і міцність, зменшуються пластичність і ударна в'язкість. Вуглецеві сталі застосовують у машинобудуванні, будівництві тощо.

## Вуглецеві конструкційні сталі

### Класифікація за показниками якості
Якість конструкційних вуглецевих сталей визначається наявністю в них шкідливих домішок фосфору (P) і сірки (S). Фосфор додає сталі холодноламкості (крихкості). Сірка (найшкідливіша домішка) — додає сталі червоноламкості. Вміст шкідливих домішок залежно від групи якості для конструкційних сталей такий:
- Звичайної якості (ДСТУ 2651:2005/ГОСТ 380–2005, ISO 1052—82)[2] — P і S до 0,05 % (маркування Ст за ДСТУ або Fe за ISO).
- Якісна — P і S до 0,035 % (маркування сталь).

#### Конструкційні вуглецеві сталі звичайної якості
Широко застосовуються при виготовленні конструкцій масового призначення в будівництві та машинобудуванні, як відносно дешеві, технологічні і що характеризуються необхідними властивостями. В основному ці сталі використовують в гарячекатаному стані без додаткової термічної обробки з феритно-перлітною структурою.
За ступенем розкислення вуглецеві сталі звичайної якості поділяються на спокійні (сп), напівспокійні (пс), киплячі (кп). Ступінь розкислення визначається вмістом кремнію (Si) у цій сталі:
- спокійні — 0,12…0,03 % (Si),
- напівспокійні — 0,05…0,17 % (Si),
- киплячі — менше як 0,07 % (Si).

Залежно від подальшого призначення конструкційні вуглецеві сталі звичайної якості поділяють на три групи: А, Б, В.
- Сталі групи А. Постачаються з певними регламентованими механічними властивостями. Їх хімічний склад не регламентується. Ці сталі застосовуються в конструкціях, вузли яких не піддаються гарячій обробці — куванням, гарячому штампуванню, термічній обробці і т. д. У зв'язку з цим механічні властивості гарячекатаної сталі зберігаються у виробі.
- Сталі групи Б. Постачаються з певним регламентованим хімічним складом, без гарантії механічних властивостей. Ці сталі застосовуються у виробах, що піддаються гарячій обробці, технологія якої залежить від їх хімічного складу, а кінцеві механічні властивості визначаються самою обробкою.
- Сталі групи В. Постачаються з регламентованими механічними властивостями і хімічним складом. Ці сталі застосовуються для виготовлення зварних конструкцій. Їх зварюваність визначається хімічним складом, а механічні властивості поза зоною зварювання визначені у стані постачання. Такі сталі застосовують для відповідальніших деталей.

Основні марки конструкційних вуглецевих сталей звичайної якості: Ст0, Ст1кп, Ст1пс, Ст1сп, Ст2кп, Ст2пс, Ст2сп, Ст3кп, Ст3пс, Ст3сп, Ст3Гпс, Ст3Гсп, Ст4кп, Ст4пс, Ст4сп, Ст5пс, Ст5сп, Ст5Гпс, Ст6пс, Ст6сп.
- Ст — вказує на те, що сталь звичайної якості.
- Перша цифра — номер за ДСТУ 2651:2005 (від 0 до 6) марки, залежить від хімічного складу сталі (збільшення номера від 1 до 6 означає підвищення вмісту вуглецю в сталі від 0,06…0,12 % до 0,38…0,49 %, для сталі Ст0 вміст вуглецю не більше 0,23 %).
- Літера Г після першої цифри — підвищений вміст марганцю (Mn) (служить для підвищення прогартовуваності сталі).
- сп; пс; кп — ступінь розкиснення сталі.

#### Якісні вуглецеві конструкційні сталі
Вуглецева якісна конструкційна сталь виробляється згідно з ДСТУ 7809:2015 .
Вуглецева якісна конструкційна сталь поділяється на категорії:
- машинобудівну — 08, 10,20, 25, 30, 35, 40, 45, 50, 55, 58,60;
- автоматну — А12, А20, А30;
- котельну — 20К.

У позначенні марки сталі цифри означають середній вміст вуглецю в сотих частках відсотка. Машинобудівні конструкційні сталі використовуються для виготовлення деталей машин, конструкцій приладів. Автоматні конструкційні сталі використовуються для невідповідальних деталей масового виробництва (дрібне кріплення тощо), що виготовляються на верстатах-автоматах. Котельні конструкційні сталі використовуються для виготовлення котлів та посудин, що працюють під тиском і при температурах до 450 °C.

## Вуглецеві інструментальні сталі
Інструментальна вуглецева сталь ділиться на якісну і високоякісну. Вміст сірки та фосфору в якісній інструментальної сталі — 0,03% і 0,035%, у високоякісній — 0,02% і 0,03% відповідно.
Випускається згідно ДСТУ 3833-98 (ГОСТ 1435-99) таких марок: У7; У8; У8Г; У9; У10; У11; У12; У13; У7А; У8А; У8ГА; У9А; У10А; У11А; У12А; У13А, де цифрами вказано вміст вуглецю в десятих частках процента (літера А в кінці маркування означає, що сталь високоякісна, а літера Г, що має підвищений вміст марганцю). Стандарт поширюється на вуглецеву інструментальну гарячекатану, ковану, калібровану сталь, сріблянку.
Перевага вуглецевих інструментальних сталей полягає в основному в їх дешевизні і достатньо високій твердості (HRC 60…62) в порівнянні з іншими інструментальними матеріалами. До недоліків слід віднести малу зносостійкість і низьку теплостійкість (250ºС). У разі більшої температури твердість інструменту значно знижується і він втрачає свої різальні властивості.
З вуглецевих інструментальних сталей виготовляють зубила, кернери, напилки, шабери, ножівкові полотна, мітчики, зенкери, розвертки та інші інструменти.